# Aventis Aventisian
Aventis Aventisian (Grieks: Αβεντίς Αβεντισιάν; 17 augustus 2002) is een Grieks voetballer van Armeense afkomst die als verdediger speelt. Hij speelde onder meer bij Go Ahead Eagles.

## Clubcarrière

### PAOK Saloniki
Aventisian kwam in 2008 als zesjarige in de jeugdopleiding van PAOK Saloniki terecht. In de zomer van 2021 maakte hij deel uit van het tweede elftal van PAOK, maar hij drong nooit door tot het eerste elftal van de Griekse club.

### Go Ahead Eagles
In de winter van 2022 stapte Aventisian transfervrij over naar Go Ahead Eagles, waar hij een contract tekende tot de zomer van 2024. Op 11 mei maakte hij tegen Feyenoord zijn debuut voor de club. Hij viel twee minuten voor het einde in voor aanvoerder Bas Kuipers. In anderhalf jaar tijd in Deventer kwam de verdediger slechts twaalf minuten in actie.

### NK Jarun en FC West Armenia
In februari 2024 zette Aventisian zijn loopbaan voort in Kroatië. De verdediger kwam bij Go Ahead niet in aanmerking voor speelminuten en maakte op huurbasis de overstap naar NK Jarun Zagreb, uitkomend op het tweede niveau. In de zomer van 2024 maakte hij de overstap naar FC West Armenia in Jerevan.

## Statistieken
| Seizoen                     | Club            | Competitie     | Competitie | Competitie | Beker | Beker | Internationaal | Internationaal | Totaal | Totaal |
| Seizoen                     | Club            | Competitie     | Wed.       | Dlp.       | Wed.  | Dlp.  | Wed.           | Dlp.           | Wed.   | Dlp.   |
| --------------------------- | --------------- | -------------- | ---------- | ---------- | ----- | ----- | -------------- | -------------- | ------ | ------ |
| 2021/22                     | Go Ahead Eagles | Eredivisie     | 1          | 0          | 0     | 0     | –              | –              | 1      | 0      |
| 2022/23                     | Go Ahead Eagles | Eredivisie     | 2          | 0          | 0     | 0     | –              | –              | 2      | 0      |
| Carrièretotaal              | Carrièretotaal  | Carrièretotaal | 3          | 0          | 0     | 0     | 0              | 0              | 3      | 0      |
| Bijgewerkt t/m 3 maart 2024 |                 |                |            |            |       |       |                |                |        |        |